# 崇善镇
崇善镇，是中华人民共和国吉林省延边朝鲜族自治州和龙市下辖的一个乡镇级行政单位。

## 行政区划
崇善镇下辖以下地区：
富民社区、大同村、古城里村、上天村和竹林村。